# 原川力
原川 力（はらかわ りき、1993年8月18日 - ）は、山口県山口市出身のプロサッカー選手。Jリーグ・柏レイソル所属。ポジションはミッドフィールダー（MF）。
京都サンガF.C.で、ユース(下部組織)出身として初めて背番号10番を着けた選手。

## 来歴

### プロ入り前
ジュニアユースチームのレオーネ山口（現・レノファ山口FCアカデミー）でサッカーを始めた。鴻南中学校のサッカー部に所属していた久保裕也は、チームこそ違うものの同中学の同級生で、中学校の校庭や学校の隣にある維新百年記念公園で朝練をしていた間柄であった。中学3年時の2008年には高円宮杯第20回全日本ユース(U-15)サッカー選手権大会に初出場、中心選手としてベスト4進出を果たす。また、同年のチャレンジ! おおいた国体サッカー少年男子競技にも久保と共に山口県代表として出場した。2009年、鴻南中を卒業後、同級生の久保と共に京都サンガF.C.U-18に入団。

### 京都サンガ
2011年シーズンに京都サンガF.C.に2種登録され、トップチームに帯同。2012年より、トップチームへ昇格。7月22日、J2第25節の愛媛FC戦で後半33分から出場し、プロデビューを果たす。

### 愛媛FC
2014年1月、出場機会を得るために愛媛FCへ期限付き移籍。この年32試合に出場しプロ初得点も挙げた。

### 京都サンガ復帰
2014年12月、京都への復帰が発表され、2015年シーズンはJ2リーグ戦・天皇杯合わせて32試合に出場した。

### 川崎フロンターレ
2015年12月24日、川崎フロンターレに完全移籍することが発表された。2016年活躍に期待されたが、大島僚太、エドゥアルド・ネットの壁が崩せず、スタメンには定着できなかった。風間八宏監督の戦術理解に苦しみSB等で自分のプレーを見つめ直したり努力はしたが、シーズン通しての出場は少なかった。

### サガン鳥栖
2017年1月4日、サガン鳥栖に期限付き移籍で加入することが発表された。2月25日、柏レイソルとの開幕戦でフリーキックから移籍後初得点を決め、3月11日に行われた第3節のサンフレッチェ広島戦でもホームで2戦連続となるフリーキックを決めた。12月9日、期限付きから完全移籍でサガン鳥栖に加入することが発表された。

### セレッソ大阪
2020年12月27日、セレッソ大阪に完全移籍で加入した。怪我が重なった。
2023年、ボランチでは奥埜博亮、鈴木徳真がレギュラーだったが、新加入の香川真司がボランチとして新境地を開拓したことや、喜田陽が出場機会を増やしたことで、鈴木と共に序列が低下した。

### FC東京
同年7月24日、FC東京へ期限付き移籍で加入することが発表された。ガンバ大阪戦で移籍後初得点、その後も先発に定着した。2024年シーズンからは完全移籍に移行。

### 柏レイソル
2025年1月6日、柏レイソルへ完全移籍で加入することが発表された。

### 日本代表
2014年1月、オマーンで開催されたAFC U-22アジアカップ2013に出場するU-21日本代表に追加招集され3試合に出場。初陣となったイラン戦では、2016年のリオデジャネイロオリンピック出場を目指す手倉森誠ジャパンの第1号ゴールを決めた。
2016年、リオデジャネイロオリンピック出場権が懸かったAFC U-23選手権2016（カタール）に臨むU-23サッカー日本代表メンバーに招集される。大会準決勝となったU-23サッカーイラク代表戦では、1-1の同点で迎えた後半アディショナルタイムで、南野拓実のクロスをパンチングでイラクのゴールキーパーが弾き返したボールをペナルティエリア外で拾い、左足でミドルシュートを放ってゴールに突き刺して得点を挙げた。これが日本にとって6大会連続となるオリンピック出場を決める決勝点となった。
2016年7月、リオデジャネイロオリンピックの代表登録メンバーに選出された。初戦のナイジェリア戦にスタメンで出場するも、残り2試合は出場せずにチームはグループリーグ敗退となった。
2021年3月18日、国際親善試合およびFIFAワールドカップ2022カタールアジア2次予選兼AFCアジアカップ中国2023予選モンゴル代表戦のメンバーとして日本代表に初選出されたが、怪我により不参加となった。

## 人物
- 田中陽子（2012 FIFA U-20女子ワールドカップ日本代表）も、学校こそ異なるものの小学2年から6年までレオーネで共にプレーした幼馴染である[20]。
- 2014年3月18日、大阪府出身の一般女性と結婚した[21][22]。同年8月に第一子となる長女が、2017年5月には第二子となる長男が誕生した[23][24]。

## 所属クラブ
- レオーネ山口 (山口市立良城小学校、山口市立鴻南中学校)
- 2009年 - 2011年 京都サンガF.C.U-18 (立命館宇治高等学校)
  - 2011年  京都サンガF.C. (2種登録選手)
- 2012年 - 2015年  京都サンガF.C.
  - 2014年  愛媛FC (期限付き移籍)
  - 2014年 - 2015年 Jリーグ・アンダー22選抜
- 2016年 - 2017年  川崎フロンターレ
  - 2017年  サガン鳥栖 (期限付き移籍)
- 2018年 - 2020年  サガン鳥栖
- 2021年 - 2023年  セレッソ大阪
  - 2023年7月 - 同年12月 FC東京 (期限付き移籍)
- 2024年  FC東京
- 2025年 -  柏レイソル

## 個人成績
| 国内大会個人成績 | 国内大会個人成績 | 国内大会個人成績 | 国内大会個人成績 | 国内大会個人成績 | 国内大会個人成績 | 国内大会個人成績 | 国内大会個人成績 | 国内大会個人成績 | 国内大会個人成績 | 国内大会個人成績 | 国内大会個人成績 |
| 年度             | クラブ           | 背番号           | リーグ           | リーグ戦         | リーグ戦         | リーグ杯         | リーグ杯         | オープン杯       | オープン杯       | 期間通算         | 期間通算         |
| 年度             | クラブ           | 背番号           | リーグ           | 出場             | 得点             | 出場             | 得点             | 出場             | 得点             | 出場             | 得点             |
| 日本             | 日本             | 日本             | 日本             | リーグ戦         | リーグ戦         | リーグ杯         | リーグ杯         | 天皇杯           | 天皇杯           | 期間通算         | 期間通算         |
| ---------------- | ---------------- | ---------------- | ---------------- | ---------------- | ---------------- | ---------------- | ---------------- | ---------------- | ---------------- | ---------------- | ---------------- |
| 2012             | 京都             | 27               | J2               | 3                | 0                | -                | -                | 0                | 0                | 3                | 0                |
| 2013             | 京都             | 27               | J2               | 7                | 0                | -                | -                | 1                | 0                | 8                | 0                |
| 2014             | 愛媛             | 10               | J2               | 32               | 1                | -                | -                | 1                | 0                | 33               | 1                |
| 2015             | 京都             | 10               | J2               | 29               | 0                | -                | -                | 3                | 0                | 32               | 0                |
| 2016             | 川崎             | 15               | J1               | 4                | 0                | 2                | 0                | 1                | 0                | 7                | 0                |
| 2017             | 鳥栖             | 4                | J1               | 33               | 7                | 2                | 0                | 1                | 0                | 36               | 7                |
| 2018             | 鳥栖             | 4                | J1               | 29               | 2                | 1                | 0                | 3                | 1                | 33               | 3                |
| 2019             | 鳥栖             | 4                | J1               | 31               | 4                | 3                | 1                | 2                | 0                | 36               | 5                |
| 2020             | 鳥栖             | 4                | J1               | 28               | 3                | 0                | 0                | -                | -                | 28               | 3                |
| 2021             | C大阪            | 4                | J1               | 26               | 2                | 4                | 0                | 3                | 0                | 33               | 2                |
| 2022             | C大阪            | 4                | J1               | 18               | 0                | 6                | 0                | 1                | 0                | 25               | 0                |
| 2023             | C大阪            | 4                | J1               | 7                | 0                | 5                | 0                | 2                | 0                | 14               | 0                |
| 2023             | FC東京           | 40               | J1               | 10               | 1                | 2                | 0                | -                | -                | 12               | 1                |
| 2024             | FC東京           | 40               | J1               | 25               | 1                | 4                | 1                | 2                | 1                | 31               | 3                |
| 2025             | 柏               | 40               | J1               |                  |                  |                  |                  |                  |                  |                  |                  |
| 通算             | 日本             | 日本             | J1               | 211              | 20               | 29               | 2                | 15               | 2                | 255              | 24               |
| 通算             | 日本             | 日本             | J2               | 71               | 1                | -                | -                | 5                | 0                | 76               | 1                |
| 総通算           | 総通算           | 総通算           | 総通算           | 282              | 21               | 29               | 2                | 20               | 2                | 331              | 25               |

- 2011年 2種登録選手としての公式戦出場はなし。

| 国際大会個人成績 | 国際大会個人成績 | 国際大会個人成績 | 国際大会個人成績 | 国際大会個人成績 |
| 年度             | クラブ           | 背番号           | 出場             | 得点             |
| AFC              | AFC              | AFC              | ACL              | ACL              |
| ---------------- | ---------------- | ---------------- | ---------------- | ---------------- |
| 2021             | C大阪            | 4                | 5                | 0                |
| 通算             | AFC              | AFC              | 5                | 0                |

### その他の公式戦
| 2014   | J-22   | -      | J3     | 1 | 0 | 1 | 0 |
| 2015   | J-22   | -      | J3     | 0 | 0 | 0 | 0 |
| 通算   | 日本   | 日本   | J3     | 1 | 0 | 1 | 0 |
| 総通算 | 総通算 | 総通算 | 総通算 | 1 | 0 | 1 | 0 |

- Jリーグ初出場 - 2012年7月22日 J2第25節 愛媛FC戦 (西京極)
- Jリーグ初得点 - 2014年7月26日 J2第23節 コンサドーレ札幌戦 (ニンスタ)
- J1リーグ初得点 ‐ 2017年2月25日 J1第1節 柏レイソル戦（ベアスタ）

## タイトル

### 代表
U-23日本代表
- AFC U-23選手権2016（2016年）

## 代表歴

### 出場大会
- U-16日本代表
- U-18日本代表
  - AFC U-19選手権2012 (予選)
- U-19日本代表
- U-20日本代表
  - 2013年東アジア競技大会
- U-21日本代表
  - AFC U-22アジアカップ2013
  - アジア競技大会
- U-22日本代表
  - AFC U-23選手権 (予選)
- U-23日本代表
  - AFC U-23選手権2016
  - トゥーロン国際大会
  - キリンチャレンジカップ
  - リオデジャネイロオリンピック